# Belmonte in Sabina
Belmonte in Sabina är en ort och kommun i provinsen Rieti i regionen Lazio i Italien. Kommunen hade 616 invånare (2018).